# ARJ
ARJ — файловый архиватор, разработанный Робертом К. Джангом (Robert K. Jung). (Происхождение наименования ARJ: Archiver by Robert Jung.) ARJ версии 1.00 был выпущен в феврале 1991 г. под лицензией shareware.
ARJ-компрессия подобна применяемой в PKZIP 1.02.
Существует также версия ARJ с открытым исходным кодом, доступная под более чем десятью операционными системами, включая DOS, 16- и 32-разрядные версии Windows и OS/2, различные варианты UNIX и Linux. Кроме того, имеется версия Russian NLV, позволяющая защищать архивы с помощью шифрования алгоритмом GOST.

## Командная строка
Формат командной строки ARJ таков:
```
arj команда архив файл(ы) ключи
```

Основные команды:
```
a - добавить в архив;
u - добавить в архив, обновляя существующие файлы, если их время изменилось, и добавляя отсутствующие;
f - то же самое, но отсутствующие файлы не добавляются;
l - вывести содержимое архива;
e - распаковать в текущий каталог;
x - распаковать с путями.
```

Более полный перечень команд можно получить с помощью ключа /? (применимо для DOS и Win версий).
Формат командной строки позаимствован из архиватора ARC от System Enhancements, появившегося в 1985 году.
Подобный формат командной строки имеют 7-Zip, RAR и многие другие консольные архиваторы.